# Diego Bustamante
Diego Bustamante (Lima, 21 de febrero de 1983) es un exfutbolista peruano. Jugaba de centrocampista y actualmente se encuentra retirado del fútbol profesional. Tiene 42 años. 

## Trayectoria
En el 2012 fue considerado como uno de los mejores centrocampistas de la Segunda División Peruana.

## Clubes
| Club                      | País      | Año         |
| ------------------------- | --------- | ----------- |
| Virgen de Chapi           | Perú      | 2000        |
| Coopsol Trujillo          | Perú      | 2001        |
| Huracán                   | Argentina | 2002        |
| Sport Coopsol             | Perú      | 2003        |
| Universidad de San Martín | Perú      | 2004        |
| FBC Melgar                | Perú      | 2004 - 2005 |
| Sport Boys                | Perú      | 2006        |
| Alianza Atlético          | Perú      | 2007 - 2008 |
| Universitario de Deportes | Perú      | 2009        |
| Cienciano                 | Perú      | 2010 - 2011 |
| Los Caimanes              | Perú      | 2012        |
| León de Huánuco           | Perú      | 2013        |
| Deportivo Coopsol         | Perú      | 2014        |
| Sport Boys                | Perú      | 2015        |

## Palmarés

### Campeonatos nacionales
| Título                    | Club                      | País | Año  |
| ------------------------- | ------------------------- | ---- | ---- |
| Segunda División del Perú | Sport Coopsol             | Perú | 2003 |
| Primera División del Perú | Universitario de Deportes | Perú | 2009 |